# Kletzin
Kletzin település Németországban, Mecklenburg-Elő-Pomeránia tartományban. Lakosainak száma 708 fő (2023. december 31.). Kletzin Demmin és Siedenbrünzow községekkel határos.

## Népesség
A település népességének változása:
| Lakosok száma | 694  | 666  | 726  | 702  | 708  |
|               | 2017 | 2019 | 2021 | 2022 | 2023 |